# 毛叶铁线莲
毛叶铁线莲（学名：Clematis lanuginosa），为毛茛科铁线莲属下的一个种。

## 扩展阅读
維基物種上的相關：毛叶铁线莲